# Božo Bakota
Božo Bakota (Zágráb, 1950. október 1. – Graz, Ausztria, 2015. október 1.) jugoszláv válogatott horvát labdarúgó, csatár.

## Pályafutása

### Klubcsapatban
1970–71-ben a Mladnost Buzin, 1971 és 1980 között az NK Zagreb labdarúgója volt. 1980 és 1986 között az osztrák Sturm Graz csapatában szerepelt. Az 1981–82-es idényben a bajnokság gólkirály volt 24 góllal. 1986–87-ben a Fürstenfeld, 1988 és 1990 között a kanadai Toronto Croatia, 1990–91-ben az Wildon játékosa volt.

### A válogatottban
1978-ban egy alkalommal szerepelt a jugoszláv válogatottban.

## Sikerei, díjai
Sturm Graz
- Osztrák bajnokság
  - gólkirály: 1981–82 (24 gól)